# Tito Livio Ferreira

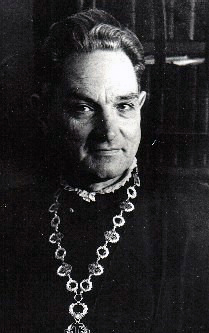
Tito Livio Ferreira

Tito Livio Ferreira (* 4. Juni 1894 in Itapuí, São Paulo, Brasilien; † 15. Dezember 1988 ebenda) war ein brasilianischer Journalist, Schriftsteller und Historiker.

## Werke (Auswahl)
- Anchieta e as Canárias. 1953.
- Padre Manoel da Nobrega. 1957.
- História da Civilização Brasileira. 1959.
- A Maçonaria na Independência Brasileira. 1961.
- Histórico das Festas Centenarias da Beneficêcia Portuguesa de S. Paulo. 1964.
- História da Educação Lusobrasileira. 1966.
- Nóbrega e Anchieta Em São Paulo de Piratininga.
- O Elemento Espanhol na Capitania de São Vicente. 1973.
- O Idioma Oficial do Brasil é o Português? 1977.
- A Ordem de Cristo e o Brasil. Ibrasa, 1980.
- O Brasil não foi Colónia.
- Portugal no Brasil e no Mundo. 1984.

Zu seinen Ehrungen zählen die Verleihung 1954 des portugiesischen Christusordens (Kommandeur) und das Namenspatronat einer Schule in São Paulo.